# Franciszek Magryś

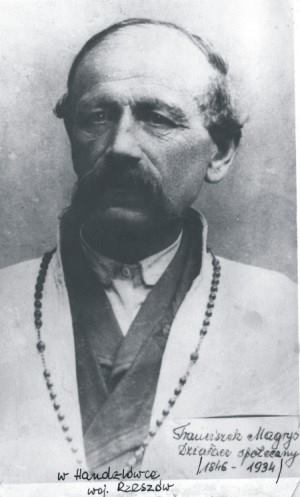
Franciszek Magryś

Franciszek Magryś (ur. 23 września 1846 w Handzlówce k. Łańcuta, zm. 31 maja 1934 tamże) – poeta chłopski i działacz społeczny.
Z zawodu był tkaczem, przez wiele lat pracował jako pisarz gminny (1874–1915), działacz społeczny spod znaku Stanisława Stojałowskiego, organizator instytucji oświatowych (m.in. czytelnia, teatr amatorski, chór kościelny) i spółdzielczych (ochotnicza straż pożarna, spółdzielnia mleczarska). 2 lutego 1907 założył Koło Gospodyń Wiejskich przy Kółku Rolniczym w Handzlówce.
Od 1889 publikował wiersze i prozę w Wieńcu i Pszczółce, Niedzieli, Ziemi, Piaście i innych pismach. W 1932 roku wydano we Lwowie pamiętnik Magrysia: Żywot chłopa - działacza.

## Ordery i odznaczenia
- Srebrny Krzyż Zasługi (15 kwietnia 1929)[2]

## Upamiętnienie
W Handzlówce do 31 sierpnia 2019 istniało Niepubliczne Gimnazjum im. Franciszka Magrysia.
Park w Handzlówce nazwano imieniem Franciszka Magrysia.